# یواس‌اس کندریک (دی‌دی-۶۱۲)
یواس‌اس کندریک (دی‌دی-۶۱۲) (به انگلیسی: USS Kendrick (DD-612)) یک کشتی بود که طول آن ۳۴۸ فوت ۴ اینچ (۱۰۶٫۱۷ متر) بود. این کشتی در سال ۱۹۴۲ ساخته شد.